# チェロ協奏曲 (ミャスコフスキー)
チェロ協奏曲ハ短調作品66は、ニコライ・ミャスコフスキーが1944年に作曲した作品である。交響曲は27曲を作曲したミャスコフスキーであるが、独奏楽器と管弦楽のための協奏曲はこの作品とヴァイオリン協奏曲の2曲である。いずれもミャスコフスキーの作品のうちでは演奏の機会が多い傑作である。
初演は1945年3月17日、モスクワにおいて、スヴャトスラフ・クヌシェヴィツキーのチェロ独奏で初演された。献呈もこの奏者に行われている。この作品と弦楽四重奏曲第9番（1943年）は、1945年度のスターリン賞第一席を獲得している。

## 楽器編成
独奏チェロ、フルート2、オーボエ2、クラリネット2、ファゴット2、トランペット2、ホルン4、ティンパニ、弦五部

## 楽曲構成
2楽章からなり、続けて演奏される。
- 第1楽章　レント・マ・ノン・トロッポ　ハ短調　8分の6拍子　ソナタ形式
- 第2楽章　アレグロ・ヴィヴァーチェ　イ短調 - ハ長調　2分の2拍子　ソナタ形式

演奏時間は約25分。